# Bauko
Bauko (Bayan ng Bauko) är en kommun i Filippinerna. Kommunen tillhör Bergsprovinsen och ligger på ön Luzon. Folkmängden uppgår till 27 729 invånare.

## Barangayer
Bauko är indelat i 22 barangayer.
| - Abatan - Bagnen Oriente - Bagnen Proper - Balintaugan - Banao - Bila (Bua) - Guinzadan Central - Guinzadan Norte - Guinzadan Sur - Lagawa - Leseb | - Mabaay - Mayag - Monamon Norte - Monamon Sur - Mount Data - Otucan Norte - Otucan Sur - Poblacion (Bauko) - Sadsadan - Sinto - Tapapan |